# Eduard Wirths

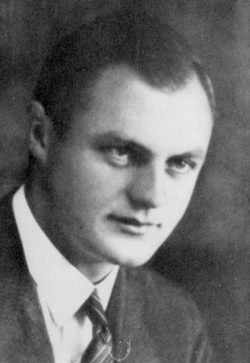
Eduard Wirths

Eduard Wirths (* 4. September 1909 in Geroldshausen bei Würzburg; † 20. September 1945 im Internierungslager Staumühle) war ein deutscher SS-Standortarzt im KZ Auschwitz und für die von Lagerärzten dort verübten Verbrechen verantwortlicher KZ-Arzt.

## Leben
Wirths, der aus einer Unternehmerfamilie stammte, begann 1930 ein Medizinstudium an der Universität Würzburg, das er 1935 abschloss. Mit der 1936 erschienenen Dissertation Der heutige Stand der Pseudarthrosen promovierte er zum Dr. med. Wirths heiratete 1936 eine Kommilitonin. Das Paar bekam vier Kinder.
Im Mai 1933 wurde er Mitglied der NSDAP (Mitgliedsnummer 3.139.549) und der SA. Wirths wechselte Anfang Oktober 1934 von der SA zur SS (SS-Nr. 311.594).
Während seines medizinischen Praktikums war er ab 1936 im Thüringer Landesamt für Rassewesen tätig. Von Dezember 1936 bis März 1937 arbeitete Wirths im Gesundheitsamt in Sonneberg und wechselte danach als Assistent zur Universitätsfrauenklinik in Jena, wo er bis September 1938 beschäftigt war. Danach wurde er Landarzt in Merchingen, nachdem sein Onkel aus der Praxis ausgeschieden war. 1940 arbeitete er bei der Reichsärztekammer.
Nach Ausbruch des Zweiten Weltkrieges gehörte Wirths ab Anfang Mai 1940 einer Sanitätsersatzkompanie der Waffen-SS an. Von Ende Juli 1940 bis Anfang Februar 1941 war Wirths bei der Sanitäts-Inspektion der Waffen-SS tätig und danach bei der 6. SS-Gebirgs-Division „Nord“ eingesetzt.

## Arzt in Konzentrationslagern
Wirths, ausgezeichnet mit dem Eisernen Kreuz II. Klasse, wurde aufgrund einer Herzerkrankung im Frühjahr 1942 kriegsuntauglich. Im April 1942 begann seine Laufbahn als Mediziner in den nationalsozialistischen Konzentrationslagern. Die erste Station war das KZ Dachau. Im Juli 1942 wurde Wirths erster Lagerarzt im KZ Neuengamme. Seit dem 1. September 1942 war er Standortarzt im KZ Auschwitz, womit ihm alle in diesem Lager eingesetzten SS-Ärzte unterstellt waren. Somit war er auch unmittelbarer Vorgesetzter der KZ-Ärzte Josef Mengele, Horst Fischer und Horst Schumann.
Wirths war als medizinischer Leiter in Auschwitz organisatorisch an der Ermordung von alten, kranken und schwachen Häftlingen im Rahmen der Aktion 14 f 13 beteiligt. Er teilte die übrigen Lagerärzte zu den Selektionen bei neu eintreffenden Häftlingstransporten ein und selektierte auch persönlich. Des Weiteren war er für die Auswahl von Häftlingen zur Verwendung in medizinischen Versuchsreihen verantwortlich. Die Durchführung dieser Experimente oblag dem ihm unterstellten Personal. Wirths war auch persönlich an gynäkologischen Versuchsoperationen von gefangenen jüdischen Frauen in Block 10 zum Zweck der Krebsfrüherkennung beteiligt. Mit den Versuchen bzw. mit sadistischen Experimenten an Frauen beauftragte er auch Häftlingsärzte, nämlich Adélaïde Hautval und insbesondere Maximilian Samuel. Zudem ließ er vier jüdische Häftlinge zur Erprobung eines neuen Impfserums vorsätzlich mit Fleckfieber infizieren, von denen zwei die Versuche nicht überlebten.
Andererseits nutzte Wirths bei Standgerichtsverfahren der Lager-Gestapo mehrfach sein ärztliches Einspruchsrecht, um Gefangene zu retten. Zudem sorgte er unter anderem durch Verbesserung der katastrophalen Hygieneverhältnisse für die Eindämmung der im Lager grassierenden Seuchen Fleckfieber und Typhus. Auch das „Abspritzen“ arbeitsunfähiger beziehungsweise schwerkranker Häftlinge durch tödliche Phenolinjektionen ins Herz verbot er den SS-Sanitätsdienstgraden im Häftlingskrankenbau mit dem Hinweis auf die Einhaltung des Dienstweges. Ab diesem Zeitpunkt meldeten sich auch infizierte Häftlinge im Häftlingskrankenbau, da nicht mehr die Gefahr bestand, danach umgehend „abgespritzt“ zu werden. Nach Aussagen des Auschwitzüberlebenden Hermann Langbein wirkte Wirths nur „widerwillig im Vernichtungsapparat“ des KZ Auschwitz mit. Wirths soll auch verantwortungsbewusste Häftlinge als Funktionshäftlinge im Häftlingskrankenbau eingesetzt und Misshandlungen von Häftlingen, sofern es in seiner Macht stand, unterbunden haben.
Langbein, der Wirths bereits als Lagerarzt im Krankenbau des KZ Dachau kennengelernt hatte, war ab September 1942 für knapp zwei Jahre dessen Häftlingsschreiber im Stammlager des KZ Auschwitz. Langbein war leitend im Lagerwiderstand bei der Kampfgruppe Auschwitz tätig. Nach Rücksprache mit Angehörigen des Lagerwiderstands baute er allmählich ein Vertrauensverhältnis zu Wirths auf. Indirekt gab Langbein Wirths auch zu verstehen, dass er Teil der Lagerwiderstandsbewegung war. Langbein teilte ihm in diesem Zusammenhang mit, dass gegen den SS-Standortarzt und dessen Familie ein Todesurteil seitens der Alliierten vorliege, dieses aber seitens des Lagerwiderstandes widerrufen worden sei. Die Kampfgruppe Auschwitz konnte so Einfluss auf Wirths nehmen.
Am 1. September 1944 wurde Wirths zum SS-Sturmbannführer der Reserve befördert und erhielt das Kriegsverdienstkreuz 2. Klasse mit Schwertern. Nach der Evakuierung des KZ Auschwitz im Januar 1945 war Wirths im KZ Mittelbau von Anfang Februar 1945 bis Anfang April 1945 tätig. Danach war Wirths noch im KZ Bergen-Belsen und Neuengamme eingesetzt.

## Nach Kriegsende
Nach Kriegsende tauchte Wirths bei seinem Bruder Helmut in Hamburg unter. In einem Brief an seine Frau vom 24. Mai 1945 äußerte er, „daß wir uns mit dem besten Gewissen vor unserem Herrgott und vor den Menschen verantworten können“ und weiter „Was nur habe ich verbrochen? Ich weiß es wirklich nicht!“ Im Juli 1945 wurde Wirths von den Briten festgenommen und im Internierungslager Neuengamme inhaftiert. Von Neuengamme wurde Wirths in das Internierungslager Staumühle überstellt. Vor Wirths’ Vernehmung begrüßte der Offizier der britischen Armee, Colonel Draper, Wirths mit Handschlag und sagte ihm: „Nun habe ich dem Menschen die Hand gegeben, der als leitender Arzt von Auschwitz die Verantwortung für den Tod von vier Millionen Menschen trägt. Morgen werde ich Sie darüber verhören. Denken Sie während der Nacht über Ihre Verantwortung nach, schauen Sie auf Ihre Hände.“
In der folgenden Nacht versuchte Wirths sich durch Erhängen in seiner Zelle das Leben zu nehmen. Dies blieb jedoch nicht unbemerkt und Wirths wurde noch lebend vom Strang abgeschnitten. Wenige Tage später, am 20. September 1945, verstarb er an den Verletzungen seines Suizidversuchs.
Unmittelbar vor seinem Tod hinterließ er noch eine schriftliche Rechtfertigung, in der er sich u. a. folgendermaßen äußerte: „Ich bemühte mich, meinem christlichen und ärztlichen Gewissen entsprechend, den kranken Häftlingen zu helfen […]“.
Kopien aus Eduard Wirths Nachlass finden sich im Archiv des Fritz Bauer Instituts in Frankfurt am Main.